# Maciej Sieńkowski
Maciej Józef Sieńkowski (ur. 11 października 1962 w Gdańsku, zm. 28 kwietnia 2014 w Augustowie) – polski artysta współczesny, malarz, pedagog.

## Życiorys
W latach 1981–1985 studiował na Wydziale Architektury Politechniki Gdańskiej, a w latach 1985–1990 na Wydziale Malarstwa i Grafiki w PWSSP (ASP) w Gdańsku. Dyplom w pracowni prof. Hugona Laseckiego w 1990 r.
Pracował jako wykładowca w Katedrze Rysunku, Malarstwa i Rzeźby na Wydziale Architektury Politechniki Gdańskiej w latach 1990-2014. W 2012 r. uzyskał stopień doktora habilitowanego. W 1995 z grupą przyjaciół, tj. Janem Buczkowskim, Krzysztofem Gliszczyńskim, D. Krechowicz, Krzysztofem Wróblewskim, założył gdańską Galerię „Koło". Został pochowany na Cmentarzu Srebrzysko w Gdańsku (rejon VI, kwatera II, na skarpie, grób 13).

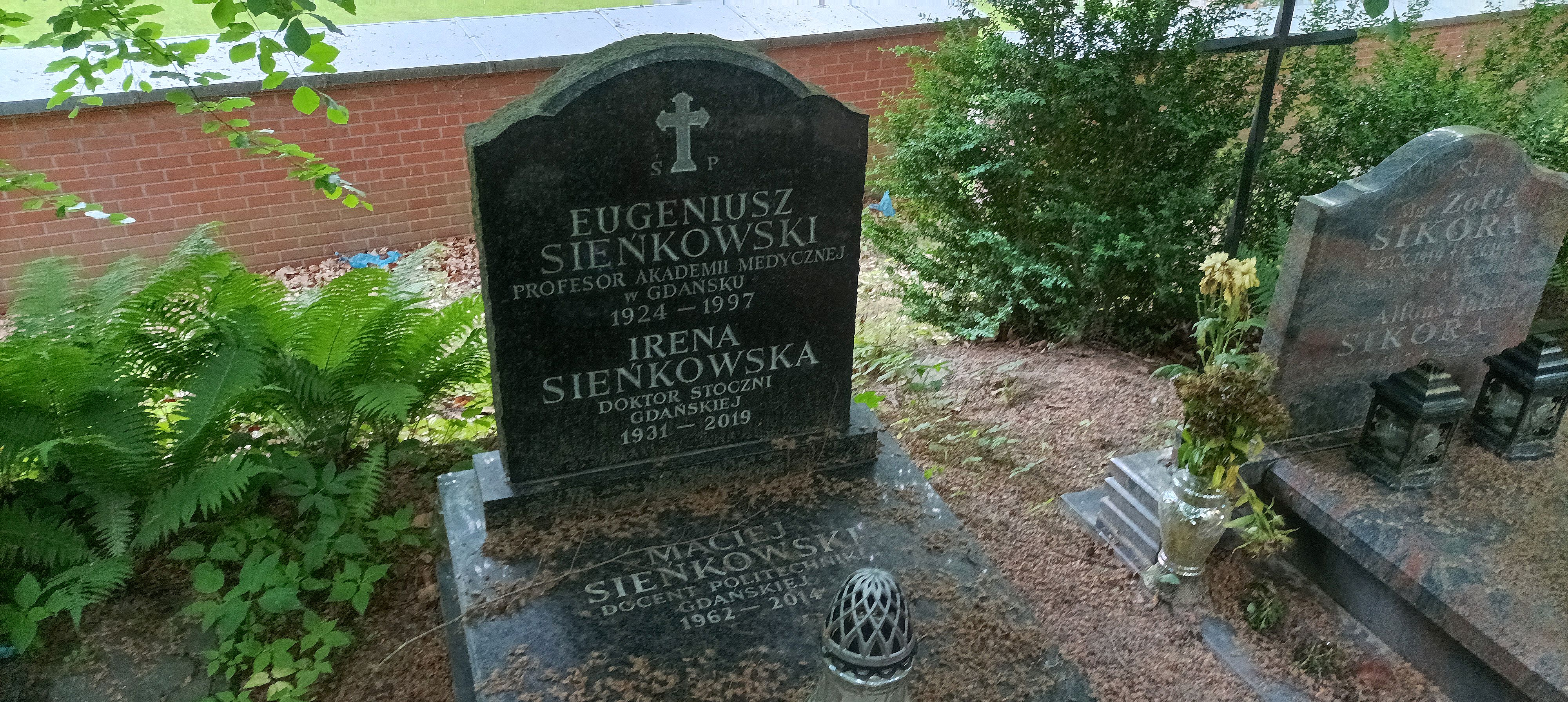
Grób Macieja Sieńkowskiego na Cmentarzu Srebrzysko

## Ważniejsze wystawy
- 1986  Galeria „Wlot”, Gdańsk
- 1990  Galeria „Wyspa”, Gdańsk – wystawa indywidualna
- 1991  L`exposition De Peintures Polonaises – Le Rouret (Francja)
- 1992  „Kultura i Sztuka 1”, Galeria „C 14”, Gdańsk
- 1992 „500” – PG, Gdańsk
- 1992 „Bielska Jesień`92”, Bielsko-Biała
- 1993  „Kultura i Sztuka 2”,  galeria „Wyspa”, Gdańsk
- 1993 „Sztuka jest kodem, nie gwarą”, Lębork
- 1993 „Wewnątrz, zewnątrz” – „500”, PG, Gdańsk
- 1993 Krajowa Wystawa Malarstwa Młodych, BWA, Wrocław
- 1994 „Dialogi form”, galeria „Arche”, Gdańsk
- 1995 „Kultura i Sztuka 4 – Nowy Jork”, Dawna Łaźnia Miejska, Gdańsk
- 1995 „Pracownia 500”, Politechnika Gdańska, Gdańsk
- 1996 „Art circles”, galeria „Koło”, Gdańsk – wystawa indywidualna
- 1996 „Artyści Galerii Koło”, galeria „Koło”, Gdańsk
- 1996 „Aneks x 5” – galeria „Kameralna”, BWA, Słupsk
- 1997 „Alfabet” – galeria „Koło”, Gdańsk – pokaz indywidualny
- 1997 „Alfabet” – galeria „Kameralna”, BWA, Słupsk – wystawa indywidualna
- 1997 „Artyści Galerii Koło”, galeria „Koło”, Gdańsk
- 1997 „Kolekcja Sztuki Współczesnej na 1000-lecie Gdańska” – Dawna Łaźnia Miejska, Gdańsk
- 1997 „5 pozycji w kontekście” – Städtischen Galerie im Buntentor Bremen, Brema (Niemcy)
- 1998 „Od koncepcji do obrazu”,  galeria „Koło”, Gdańsk
- 1998 „Związki naturalne”,  galeria „Amfilada”, Szczecin
- 1999 „Pracownia 500” – Muzeum Narodowe w Gdańsku, Pałac Opatów, Gdańsk
- 1999 „the same = not the same”, Gasworks Gallery, Londyn (Anglia)
- 1999 „Artyści Galerii Koło”, galeria „Prowincjonalna”, Słubice
- 1999 „Wierzę w sztukę całym sercem”, Państwowa Galeria Sztuki, Sopot – wystawa indywidualna
- 2002 „Wizja lokalna. Pokolenia”, dawne kino „Delfinv, Gdańsk[4]
- 2011 „Wielka sztuka nie umiera” Galeria NCK, Gdańsk (ostatnia indywidualna wystawa artysty)

## Odznaczenia
- Brązowy Krzyż Zasługi (2004)[5]